# Người hầu (phim 2010)
Người hầu (tiếng Hàn: 방자전; Romaja: Bang-ja-jeon; còn có tên "Chuyện tình của Bang-ja" hay "Bang-ja Chronicles") là phim điện ảnh cổ trang của Hàn Quốc sản xuất năm 2010 với sự tham gia của Kim Joo-hyuk, Jo Yeo-jeong và Ryu Seung-bum. Kịch bản được làm khác với tích truyện cổ Truyện Xuân Hương dưới góc nhìn của anh hầu Bang-ja về cậu chủ Mong-ryong và chuyện tình với nàng Chun-hyang.
Phim có sự thu hút lớn từ phòng vé, thu hút 3,014,523 người xem.

## Nội dung
Trải dài xuyên suốt nội dung phim, là hình ảnh nhân vật Bang-ja hồi tưởng giữa quá khứ và hiện tại, trước đây là thân phận người hầu nghèo hèn, nay đã thành ông trùm có tiếng trong vùng, kể về quá khứ cho một nhà văn viết tiểu thuyết.
Khi còn làm người hầu cho cậu chủ Mong-ryong, Bang-ja được xếp ở chung phòng với người đàn ông họ Ma, một người có biệt tài quyến rũ  phụ nữ và tự nhận có khả năng làm phụ nữ mê mệt.
Một ngày, Bang-ja hộ tống cậu chủ (Mong-ryong) đi chơi tối tại kỹ viện trong vùng, được chiêm ngưỡng màn biểu diễn của con gái bà chủ là tiểu thư Chun-hyang. Khi cố gắng sắp xếp cho cậu chủ vụng về và ngờ nghệch gặp nàng tiểu thư đỏng đảnh, Bang-ja đã đứng ra giúp Mong-ryong khi đụng độ với một khách quen nóng tính ở đây. Điều này vô tình gây ấn tượng cho cả Chun-hyang và cô hầu gái Hyangdan.
Sau khi được nghe về vụ việc, thì Mr. Ma đã nói rằng: mục tiêu thật sự của Chun-hyang đối với Mong-ryong chỉ vì một thứ duy nhất đó chính là địa vị xã hội. Chưa kịp nhận ra được điều đó, thì Mong-ryong lại đang sắp xếp cuộc gặp thứ hai với Chun-hyang. Nhận thấy Mong-ryong đang lợi dụng địa vị quý tộc của mình để giành trái tim của Chun-hyang, đã khiến Bang-ja cảm thấy rất uất ức.
Do đó Bang-ja đã quyết định sử dụng những chiêu bài trong "nghệ thuật quyến rũ" mà Mr. Ma đã dạy cho mình để chiếm lấy trái tim của Chun-hyang. Và rồi Bang-ja đã nhanh chóng giành được trái tim lẫn cơ thể của cô nàng xinh đẹp Chun-hyang. Tuy nhiên để có được trái tim và cơ thể của cô nàng, thì Bang-ja sẽ phải thực hiện cho Chun-hyang một điều kiện, đó là bằng mọi giá phải giúp cô cưới bằng được Mong-ryong.
Bằng sự mưu trí của mình cộng với sự phối hợp ăn ý của Chun-hyang, mọi thứ dường như đang theo đúng kế hoạch của Bang-ja. Thế nhưng, chỉ một sơ suất nhỏ của cả hai đã vô tình khiến cho Mong-ryong phát hiện ra mối quan hệ lén lút của họ. Chính điều này đã biến mọi thứ trong kế hoạch của Bang-ja đi chệch hướng…

## Diễn viên
- Kim Joo-hyuk... Bang-ja
- Jo Yeo-jeong... Chun-hyang[9]
- Ryoo Seung-bum... Lee Mong-ryong
- Oh Dal-su... Mr. Ma
- Jung Yang... Wol-rae
- Kim Sung-ryung... Wol-mae
- Ryu Hyun-kyung... Hyang Dan-yi (người hầu của Chun-hyang)[10]
- Song Sae-byeok... Byeon Hak-do
- Gong Hyung-jin... người đàn ông đeo kính
- Oh Jung-Se - Ho Bang (quan chức)
- Park Jin-Taek - Thái giám
- Kim Min-kyo - Thái giám